# 田中冴樹
田中 冴樹（たなか さえき、1999年6月16日 - ）は、日本の子役。兵庫県出身。かつて劇団ひまわりに所属していた。

## 出演

### テレビドラマ
- 連続テレビ小説 天花（2004年、NHK）栗山勇気 役
- ほーむめーかー（2004年4月 - 6月、TBS）山路大輔 役
- 連続テレビ小説 ファイト（2005年、NHK） 木戸檀 役（最終話以外）、木戸希 役（最終話のみ）
- ドラマスペシャル ウメ子（2005年、TBS）太田健一 役
- 渡る世間は鬼ばかり 第8シリーズ（2006年、TBS）
- 1ポンドの福音 最終話（2008年3月8日、日本テレビ）
- オルトロスの犬 第4話（2009年8月14日、TBS）
- 大河ドラマ 龍馬伝（2010年、NHK）楢崎太一郎 役
- ヤンキー君とメガネちゃん（2010年、TBS）

### テレビアニメ
- クッキンアイドル アイ!マイ!まいん!（2009年3月 - 2013年3月、NHK）ゆうさく 役
- STAR DRIVER 輝きのタクト（2011年3月、MBS）※役名表記無し

### CM
- アデランス
- 公共広告機構（現：ACジャパン）
- アイムス
- P&G ジョンと獣医篇
- FUJI FILM 内視鏡体験たとえ話篇
- 東京海上日動 だいすきなパパママ
- サントリーホール “音楽の力”我が輩は猫である篇
- サントリー 響〜星になったふるさと篇
- キユーピー マヨネーズ〜野菜がつなぐもの 野菜って深いね。篇

### 舞台
- ちっちゃなエイヨルフ（2009年）